# أوكسانا سليفنكو
أوكسانا نيكولايفنا سليفنكو (الروسية:Оксана Николаевна Сливенко؛ من مواليد 20 ديسمبر 1986 في تشيخوف ، موسكو أوبلاست) هي لاغبة رافعة أثقال روسية، فازت بالميدالية الفضية في بطولة العالم للناشئين 2005 في فئة 63 كجم ، ومرة أخرى في بطولة العالم للناشئين 2006 في فئة 69 كجم. شاركت سليفنكو في فئة 69 كجم سيدات في بطولة العالم لرفع الأثقال 2006 وفازت بالميدالية الذهبية ، مع انتزاع رقم قياسي عالمي قدره 123 كجم.
في بطولة العالم لرفع الأثقال 2007 ، فازت بالميدالية الذهبية مرة أخرى في فئة 69 كجم ، بإجمالي رقم قياسي عالمي يبلغ 276 كجم. فازت بالميدالية الفضية في فئة 69 كجم في دورة الألعاب الأولمبية الصيفية 2008 ، بإجمالي 255 كجم ولكن تمت ترقيتها إلى الميدالية الذهبية حيث تم استبعاد الحائزة على الميدالية الذهبية الأصلية من الصين بسبب المنشطات.
أُجبرت سليفنكو على الانسحاب من دورة الألعاب الأولمبية الصيفية 2012 في لندن بعد تعرضه لإصابة في جلسة تدريبية، تلقى حظر لمدة عامين لاستخدامه عقاقير تحسين الأداء في عام 2018 .